# Charles Catterall
Charles Catterall (n. 16 octombrie 1914, Salisbury, Zimbabwe – d. 1 noiembrie 1966, Durban, Africa de Sud) a fost un boxer ce a reprezentat Africa de Sud, medaliat olimpic. A participat la o ediție a Jocurilor Olimpice (1936) în care a câștigat o medalie de argint.

## Participări
Lista de mai jos prezintă principalele competiții la care a participat Charles Catterall de-a lungul carierei.
- boxing at the 1936 Summer Olympics – featherweight[*]